# Медаль «За працю у першому загальному переписі населення»
Меда́ль «За пра́цю у пе́ршому зага́льному пе́реписі насе́лення» — державна нагорода Російської імперії.

## Історія
Медаль «За працю у першому загальному переписі населення» призначена для нагородження осіб, які безоплатно працювали лічильниками та організаторами у першому загальному переписі населення Російської імперії 1897 року. Заснована 21 листопада 1896 року за указом імператора Миколи II, який він дав Міністру внутрішніх справ І. Л. Горемикіну. Нагорода не мала ступенів.

## Порядок нагородження

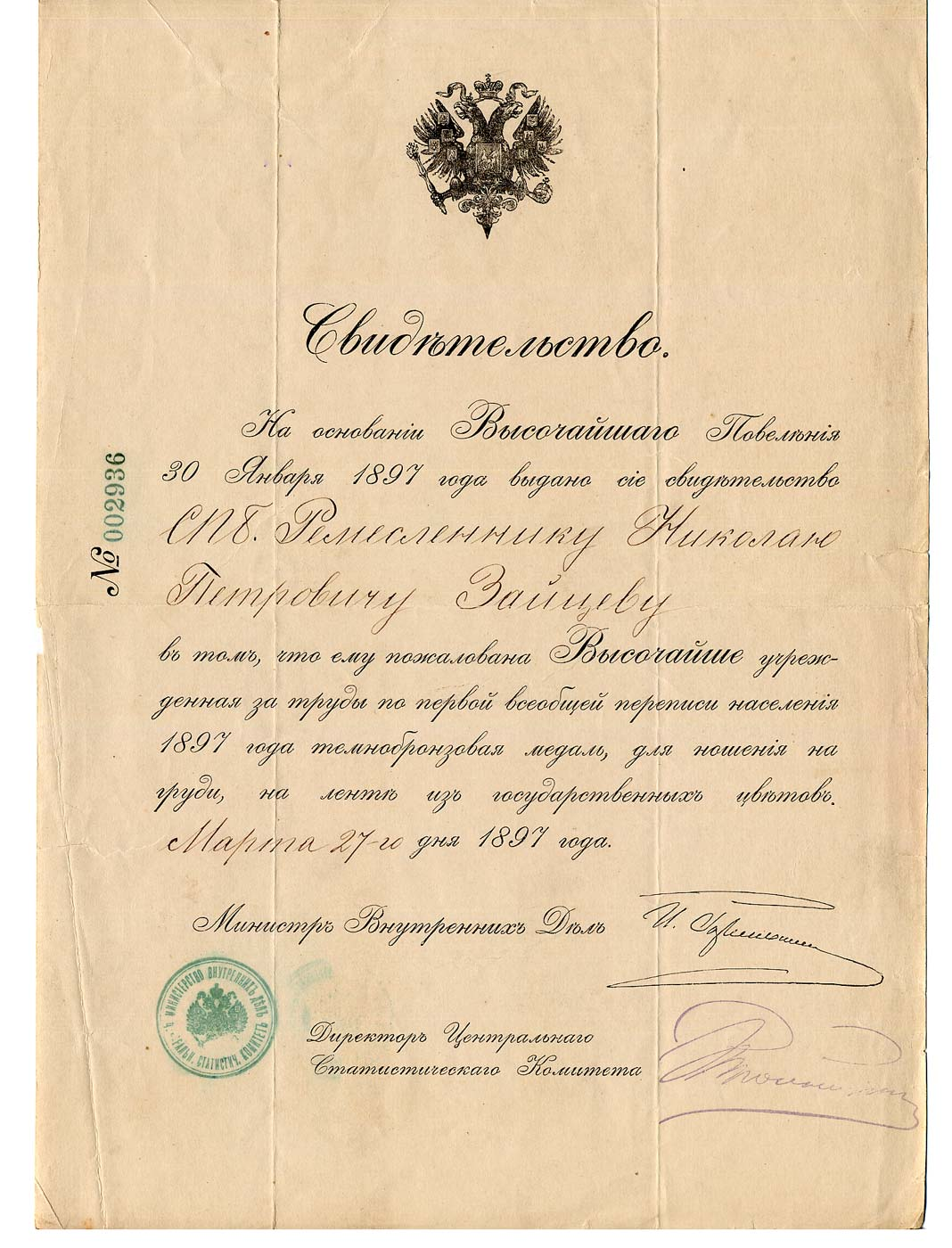
Свідоцтво нагородження медаллю «За працю у першому загальному переписі населення»

Нагороджувались особи обох статей. Міністру внутрішніх справ Івану Логіновичу Горемикіну були надані повноваження визначати право окремих осіб на ношення медалі. До нагородження подавались лічильнки, які працювали безоплатно, організатори перепису та особи, які сприяли його проведенню. Нагородженим видавалось свідоцтво на право ношення медалі.

## Опис медалі
Медаль викарбувана з темної бронзи. Діаметр 29 мм. На лицевій стороні медалі у центрі зображений вензель Миколи II, увінчаний імператорською короною. Навколо вензеля зображений лавровий вінок з двох гілок. Між лавровим вінком та бортиком, від краю медалі йде по колу надпис: «ПЕРВАЯ ВСЕОБЩАЯ ПЕРЕПИСЬ НАСЕЛЕНІЯ». На зворотній стороні горизонтальний напис в п'ять рядків:
ЗА ТРУДЫ
 ПО ПЕРВОЙ ВСЕОБЩЕЙ
ПЕРЕПИСИ
 НАСЕЛЕНІЯ
1897
Допускалось виготовлення медалі приватними майстернями. Деякі з них відрізнялись не тільки деталями зображення, а й матеріалом і діаметром: відомі варіанти, виготовлені зі світлої та темної бронзи, діаметром 27 мм та зі срібла, діаметром 25 мм. Основний наклад був викарбуваний на Санкт-Петербурзькому монетному дворі. Відомі також фрачні варіанти медалі.

## Порядок ношення
Медаль мала вушко для кріплення до колодки або стрічки. Носити медаль слід було на грудях. Стрічка медалі — біло-синьо-червона, в кольорах щойно встановленого прапора Російської Імперії. Не дивно, що така стрічка вперше була застосована для нагороди.

## Відомі нагоролжені
- Великий Князь Сергій Олександрович — п'ятий син Олександра II, Московський градоначальник, генерал-губернатор.
- Петро Петрович Семенов-Тянь-Шанський — російський географ, статистик та мандрівник.
- Антон Павлович Чехов — російський драматург і прозаїк, лікар за фахом.
- Григорій Іванович Грушевський — український письменник, драматург, фольклорист, педагог, громадський діяч. Двоюрідний брат Михайла Грушевського.

## Вигляд медалі

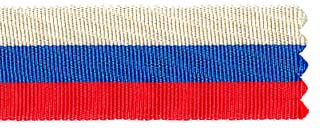
Стрічка

## Зазначення
1. 1 2 3  Медаль «За труды по первой всеобщей переписи населения». Сайт «Награды императорской России 1702—1917 гг.». Архів оригіналу за 29 грудня 2012. Процитовано 5 листопада 2012.(рос.)
2. ↑  Полное собраніе законовъ Россійской Имперіи, собрание III. — СПб., 1896. — Т. 16/1. — 619 с. № 13 417(рос. дореф.)
3. ↑  Петерс Д. И. Наградные медали Российской империи XIX—XX веков. Каталог. — М. : Археографический центр, 1996. — С. 254—255. — ISBN 5-86169-043-X., № 197(рос.)
4. ↑  Потрашков С. В. Награды СССР, России и Украины. — Харків : Книжный Клуб «Клуб Семейного Досуга», 2011. — С. 108—109. — ISBN 978-5-9910-1393-2.(рос.)
5. 1 2 3 4  Изотова М. А., Царёва Т. Б. Ордена и медали России и СССР. — Ростов-на-Дону : ООО ИД «Валдис», 2010. — С. 304—305. — ISBN 978-5-9567-0960-3.(рос.)
6. 1 2 3  Награды Императорской России. Медаль «За труды по первой всеобщей переписи населения». rusorden.ru. Архів оригіналу за 29 грудня 2012. Процитовано 5 листопада 2012.(рос.)
7. ↑  Полное собраніе законовъ Россійской Имперіи, собрание III. — СПб., 1897. — Т. 17. — С. 38. № 13 680(рос.)
8. ↑  Знаки и медали переписи населения России. — СПб. : Петербургский коллекционер, 2002. — Вип. 21. — № 4. — С. 24—25.(рос.)
9. ↑  Смирнов В. П. Описаніе русскихъ медалей. №1130. — СПб., 1908.(рос.)